# كارلوس كاسترو (عداء سريع)
كارلوس كاسترو (بالإسبانية: Carlos Castro)‏ هو عداء سريع مكسيكي، ولد في 7 يناير 1949.

## وصلات خارجية
- كارلوس كاسترو على موقع أوليمبيديا (الإنجليزية)